# Ignaz Seipel
Ignaz Seipel, född 19 juli 1876 i Wien, död 2 augusti 1932 i Pernitz, var en österrikisk teolog och politiker.
Seipel prästvigdes 1879, blev 1908 docent i moralteologi i Wien samt teologie professor 1909 i Salzburg och 1917 i Wien. Han var några veckor oktober-november 1918 socialminister i  Heinrich Lammaschs ministär. 
Seipel tillhörde Kristligt-sociala partiet och invaldes 1919 i nationalförsamlingen, tillhörde från 1920 nationalrådet samt blev samma år sitt partis ordförande. Han var under perioden 31 maj 1922 till 20 november 1924 österrikisk förbundskansler och lyckades som sådan, skickligt begagnande sig av grannstaternas farhågor för återverkningarna av österrikisk anarki, förmå de allierade stormakterna att låta Nationernas förbund gripa sig an med det på statsbankruttens rand stående Österrikes finansiella återuppbyggande. Seipel var österrikisk delegerad vid Nationernas förbunds församlingsmöten i Genève 1922-23 och förhandlade där om finanshjälpen, vars stränga villkor motvilligt godkändes av österrikiska parlamentet i december 1922. 
Seipel utsattes den 1 juni 1924 för ett attentat av en sinnesrubbad person och blev svårt sårad. Han tillfrisknade på hösten, dämpade i november en hotande järnvägsstrejk, avgick därefter och förmådde parlamentet att till efterträdare välja hans partivän Rudolf Ramek. Själv återtog han ordförandeposten i Kristligt-sociala partiet. 
Seipel utövade ett flitigt teologiskt och politiskt författarskap och utgav 1910-11 "Katholische Kirchenzeitung".